# Phrynops williamsi
Espèce
Phrynops williamsi est une espèce de tortue de la famille des Chelidae.

## Répartition
Cette espèce se rencontre :
- au Brésil dans les États du Paraná, de Santa Catarina et de Rio Grande do Sul ;
- en Uruguay ;
- au Paraguay ;
- en Argentine dans les provinces de Misiones et de Corrientes.

## Étymologie
Cette espèce est nommée en l'honneur d'Ernest Edward Williams.

## Publication originale
- Rhodin & Mittermeier, 1983 : Description of Phrynops williamsi, a new species of chelid turtle of the South American complex in Rhodin & Miyata, 1983 : Advances in Herpetology and Evolutionary Biology. Essays in Honor of Ernest E. Williams. Museum of Comparative Zoology, Harvard University, p. 58-73 (texte intégral).